# Gare de Marmagne
Gare de Marmagne vasútállomás Franciaországban, Marmagne településen.

## Vasútvonalak
Az állomást az alábbi vasútvonalak érintik:
- Vierzon-Saincaize-vasútvonal

## Kapcsolódó állomások
A vasútállomáshoz az alábbi állomások vannak a legközelebb:
- Gare de Bourges (Gare de Saincaize, Vierzon-Saincaize-vasútvonal)
- Gare de Mehun-sur-Yèvre (Gare de Vierzon-Ville, Vierzon-Saincaize-vasútvonal)